# Francisco Pérez Navarro
Francisco Pérez Navarro, també conegut com a FP o Efepé (Barcelona, 1953), és un guionista i traductor de còmics català, conegut pel seu treball a l'Editorial Bruguera, a Comics Forum i les seves col·laboracions amb el dibuixant Sempere.

## Biografia
A mitjans dels anys seixanta, Francisco Pérez Navarro va començar a escriure guions per encàrrec per a l'Editorial Bruguera, entre altres per a les sèries Mortadel·lo i Filemó, El botones Sacarino o El capitán Pantera.
En 1971 va donar impuls a les reunions d'afeccionats de Barcelona amb la finalitat d'aportar major dignitat a la indústria de la historieta i es va fer membre del Col·lectiu de la Historieta.
En 1974 va rellevar Conti com a guionista de Super Llopis que el seu dibuixant, Jan, va considerar menys babaus i en general millors que el que tenia acostumat, la qual cosa va propiciar la seva col·laboració en l'etapa posterior del personatge. En 1979, quan Jan va reprendre al personatge va sol·licitar la col·laboració de Efepé. Coneixedor del món dels superherois, va idear per a les aventures de Superlópez una trama inicial en la qual es parodiava al Superman de DC Comics, amb nombroses referències a l'original, la qual cosa es va ampliar en els següents dos àlbums (El Supergrupo i ¡Todos contra uno, uno contra todos!) amb la paròdia de multitud d'herois i malvats dels comic-books de superherois nord-americans tant de Marvel Comics com de DC. Efepé també va col·laborar amb Jan en altres dues obres, Pasolargo i Nosaltres, els catalans, a més de la revista "Cole Cole" (1975). En 2012 es va publicar una nova historieta del Supergrup, aquesta vegada dibuixada per Nacho Fernández.
Forma part d'un col·lectiu de la historieta amb el que col·labora des de 1975 a la revista Butifarra!, una publicació underground satírica, socialista i crítica de marcat contingut polític i social, editada pels mateixos autors amb el nom d'Associació Nacional de Comunicació Humana i Ecologia (ANCHE). L'Equip Butifarra va llançar la revista Cul de Sac l'abril de 1982 a través de l'editorial Saco Roto, així com un número especial per celebrar el desè aniversari del col·lectiu el 1985. Finalment, el 1986, Alfons López es va encarregar de dirigir la revista Más Madera! de Bruguera (que es trobava a punt de fer fallida), i per fer-ho va tornar a recórrer a l'Equip Butifarra.
L'any 1983 va conèixer al dibuixant Sempere, amb qui va iniciar una llarga i fructífera col·laboració en el món del còmic. Junst van fer Nacido para triunfar (publicat a Más Madera!, 1986), La familia Rovellón (per TBO, 6ª época, 1988), Nostradamus (Cairo, 1988), Total Hero (ABC, 2000) i van treballar esporàdicament a la revista satírica El Jueves.
També va escriure novel·les populars per editorials com Astri, Delta o Ceres, inclosa una sèrie de quarant novel·les d'un personatge anomenat Indiana James juntament amb Juanjo Sarto, Jaume Ribera i Andreu Martín.
Una de les sèries més importants escrites per Pérez Navarro va ser Cleopatra, reina de Egipto (1985), amb Martz Schmidt per a la revista Guai!, que malgrat les seves bones crítiques, no va arribar a publicar-se completa perquè l'editorial va considerar més rendible comprar sèries francobelgues que invertir en material propi.
Als anys 80 va treballar per Comics Forum, d'Editorial Planeta on hi va fer traduccions, articles i correus de lectors a nombroses revistes de superherois amb els noms de Profesor Loki i Dr. Átomos, que feia veure que eren dues persones diferents que tenien molt mala relació entre ells. Quan Forum va deixar de publicar còmics de Marvel perquè Panini, propietària dels drets a Europa, va passar a publicar directament, Pérez Navarro va continuar breument la secció de correu només a la sèrie mensual protagonitzada per Spiderman del mateix nom, encara amb la identitat de Dr. Átomos. També va fer d'editor a la revista Dolmen.
Altres sèries pròpies el guió de les quals va escriure van ser La Odisea amb Josep Maria Martín Saurí i Mentat amb Javier Pulido.

## Obra
Historietística
| Anys   | Títol                                  | Dibuixant                                                                                         | Tipus                        | Publicació                                        |
| ------ | -------------------------------------- | ------------------------------------------------------------------------------------------------- | ---------------------------- | ------------------------------------------------- |
| 1975   | 1-X-2, el Extraterrestre               | Traver-Griñó                                                                                      | Sèrie amb M. Arrufat i Conti | Sacarino                                          |
| 1976   | Heidi                                  | Jan                                                                                               | Serial                       | Bruguera                                          |
| 1977   | Marco                                  | Jan                                                                                               | Serial                       | Bruguera                                          |
| 1977   | Solidaridad con El Papus               | Jan                                                                                               | Monografia col·lectiva       | Diverses editoriales                              |
| 1978   | Nosaltres, els catalans                | Jan                                                                                               | Monografía                   | Plan                                              |
| 1979   | Aventuras de Superlópez                | Jan                                                                                               | Historieta seriada           | "Mortadelo Especial" 59, 61, 63, 65 (Bruguera)    |
| 1979   | El supergrupo                          | Jan                                                                                               | Historieta seriada           | "Mortadelo Especial" 64, 66, 68, 70-73 (Bruguera) |
| 1979   | ¡Todos contra uno, uno contra todos!   | Jan                                                                                               | Historieta seriada           | "Mortadelo Especial" 74-81 (Bruguera)             |
| 1980   | S.O.S., Dossier ecológico              | Jesús Redondo                                                                                     | Sèrie                        |                                                   |
| 1982   | Emma es encantadora                    | Trini Tinturé                                                                                     | Sèrie                        | Lily                                              |
| 1985-6 | Dragones y Mazmorras                   | Pasqual Ferry, Francisco Javier Montes, Juan Bernet, Eloy Garijo, Bernardo Serrat, Ramón González | Sèrie                        | Forum                                             |
| 2012   | El superretorno                        | Nacho Fernández                                                                                   | Àlbum                        | EDT                                               |
| 2013   | Otra vez el Supergrupo                 | Jan                                                                                               | Álbum                        | Ediciones B                                       |
| 2014   | el supergrupo y la guerra de las latas | Jan                                                                                               | Àlbum                        | Ediciones B                                       |